# Астрономічний дослідницький інститут Пісга
Астрономічний дослідницький інститут Пісга (англ. Pisgah Astronomical Research Institute, PARI) — астрономічна обсерваторія, розташована в Національному лісі Пісга поблизу Бальзам-Гроув у Північній Кароліні. Інститут використовує кілька радіотелескопів та оптичних телескопів для дослідницьких і навчальних цілей. Обсерваторія пов'язана з Університетом Північної Кароліни через Освітній центр астрономічних досліджень і науки Пісга (англ. Pisgah Astronomical Research and Science Educational Center, PARSEC).

## Історія
Інститут Пісга розташований на місці колишньої Росманівської станції супутникового стеження (англ. Rosman Satellite Tracking Station), яка була заснована НАСА у 1962 році. Станція була частиною всесвітньої Мережі відстеження та збору даних космічних апаратів і невід'ємним каналом зв'язку для екіпажів космічних програм «Джеміні» та «Аполлон».
У 1981 році станцію передали Агентству національної безпеки. Відома як Росманівська дослідницька станція (англ. Rosman Research Station), вона використовувалась для радіоелектронної розвідки. Станцію закрило Агентство національної безпеки в 1995 році й передало Службі лісу США.
Після кількох років бездіяльності федеральний уряд запропонував демонтувати об'єкт. Зважаючи на корисність об'єкту, невелика група зацікавлених вчених і бізнесменів сформувала некомерційний фонд, який придбав станцію в січні 1999 року. Він продовжив капітальні інвестиції в установу, дозволивши оновити обладнання для цілей астрономічних спостережень. В обсерваторії працює штат професійних астрономів, інженерів та інших вчених.
Рано вранці 24 грудня 2012 року інститут пограбували. Була вкрадена колекція з близько 100 метеоритів, вартістю щонайменше 80 000 доларів, із зразками вагою до 35 кг, а також телевізори, монітори, проєктори, мікроскопи та інше наукове обладнання на суму близько 100 000 доларів. Більшу частину викраденого майна, включно з колекцією метеоритів, було знайдено протягом тижня.

## Дослідження та освіта
Інститут Пісга проводить дослідницькі та навчальні програми з Фурманським університетом, Клемсонським університетом, Політехнічним університетом штату Вірджинія, Державним університетом Південної Кароліни та Дюкським університетом. В інституті проходило кілька професійних астрономічних зустрічей, у тому числі конференція з малих радіотелескопів у серпні 2001 року, Конференція «Гамма-спалахи сьогодні й завтра» у серпні 2002 та робоча група щодо національного плану збереження астрономічних фотопластинок у листопаді 2007.
Інститут Пісга популяризує астрономію за допомогою портативного планетарію StarLab. Його програми були представлені більш ніж 40 000 глядачам на заході Північної Кароліни.

## Обладнання
Основними інструментами радіодослідження в Інститут Пісга є два 26-метрові радіотелескопи та 4,6-метровий радіотелескоп під назвою Смайлі (Smiley — усміхнений). Вони були адаптовані для точного відстеження астрономічних радіоджерел на кількох частотах. Смайлі використовується для дистанційного навчання астрономії американських і закордонних учнів. Близько 1982 року на Смайлі намалювали усміхнене обличчя як привітання супутникам спостереження.
В Інституті Пісга розміщений Архів астрономічних фотографічних даних (англ. Astronomical Photographic Data Archive), який допомагає зберігати астрономічні фотопластинки. Ці пластини були основним носієм астрономічних даних з кінця XIX століття до 1980-х років.
Галерея експонатів демонструє колекцію рідкісних метеоритів і мінералів, а також артефакти зі Спейс Шаттл.

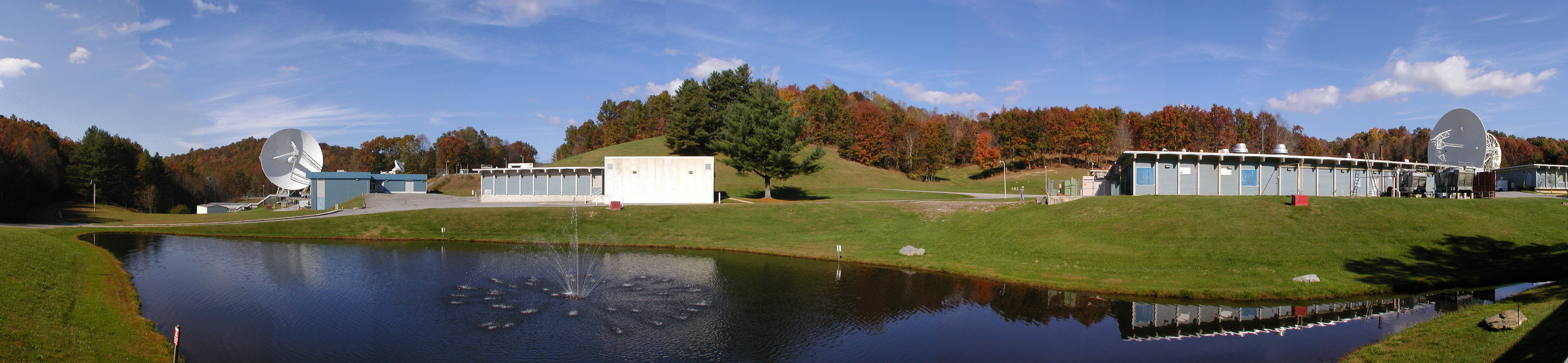
Будівлі інституту з двома 26-метровими телескопами на краях фотографії

## Галерея

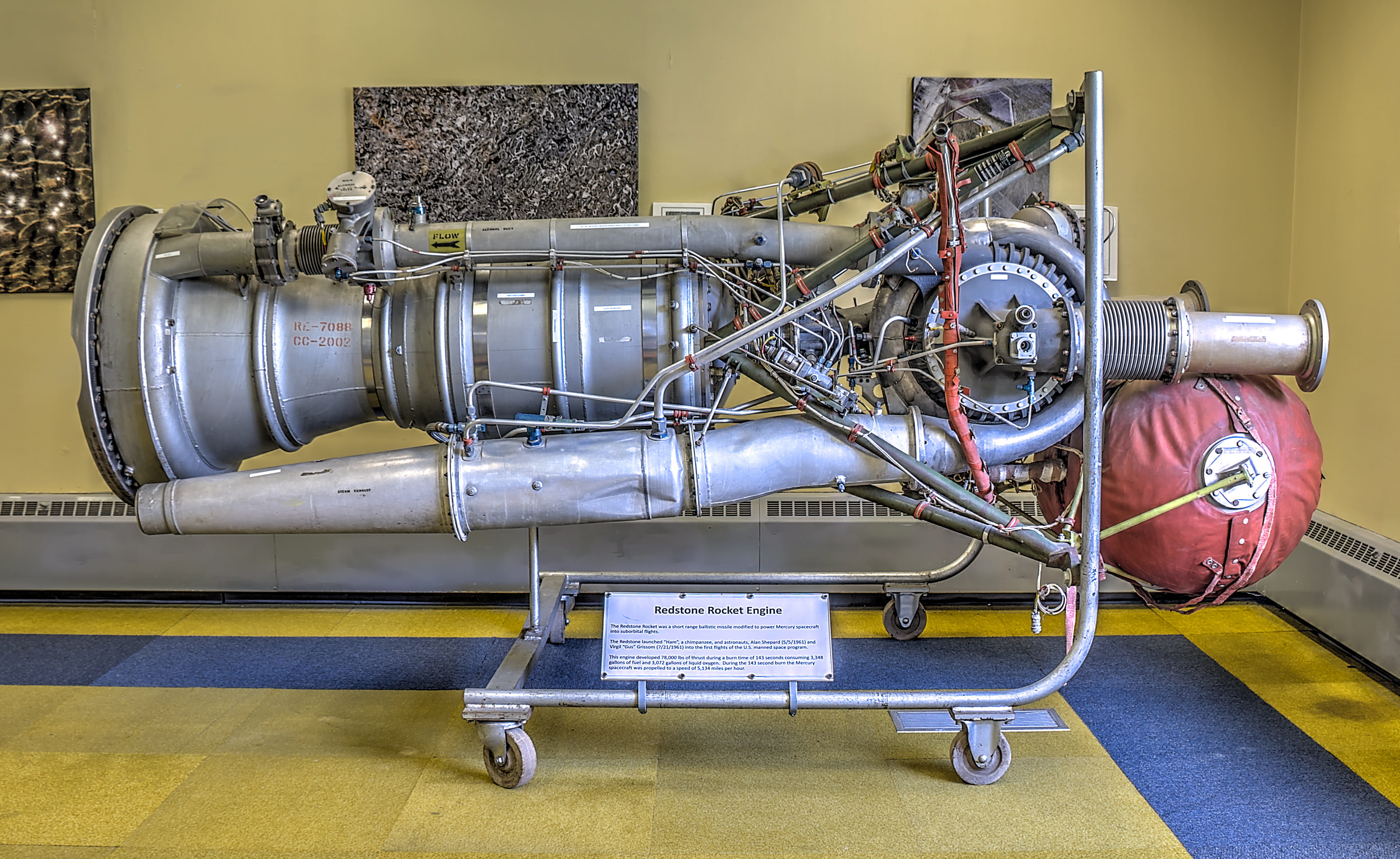
Ракетний двигун Редстоун[en]
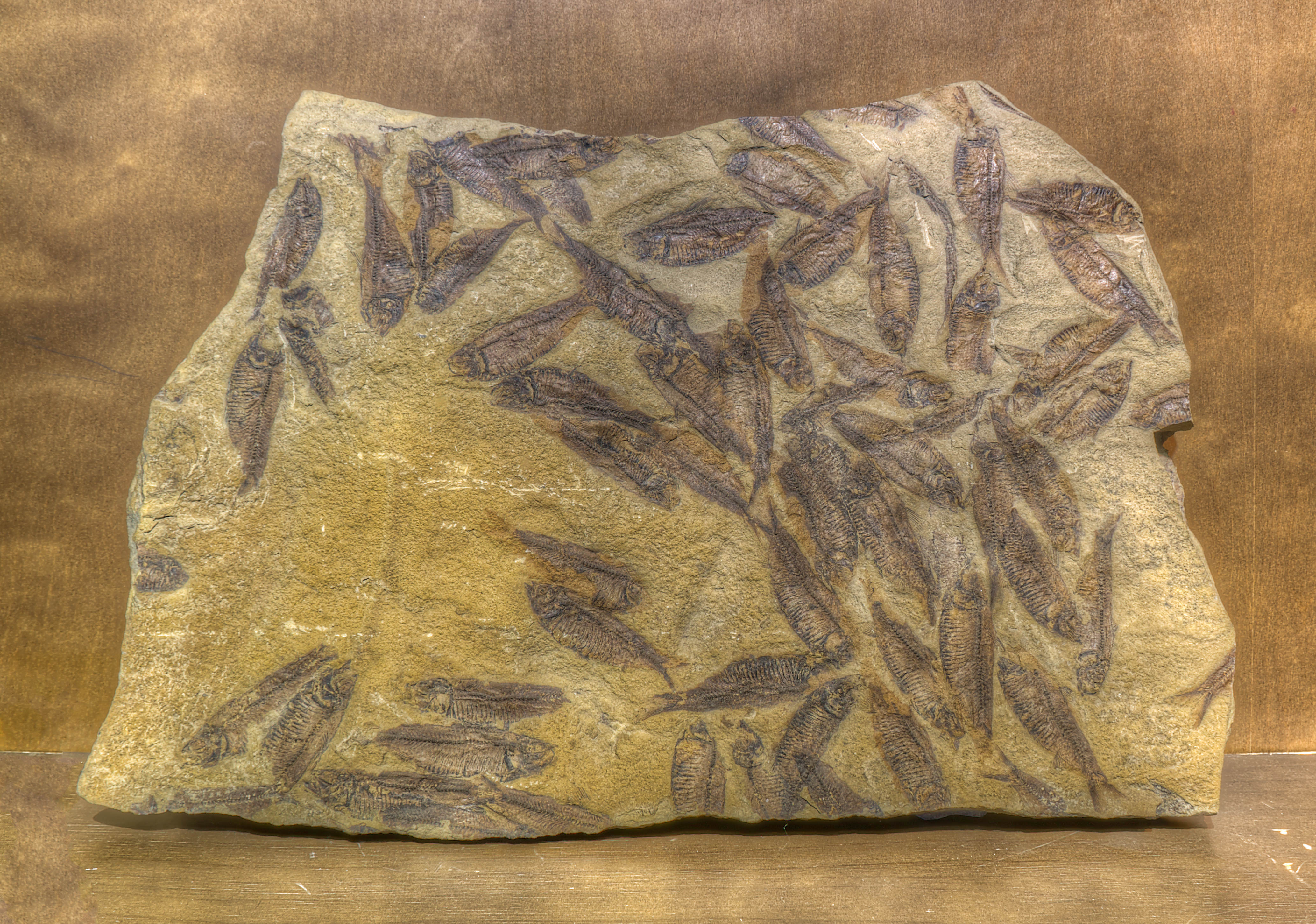
Скам'янілості Knightia[en] з формації Грін-Рівер
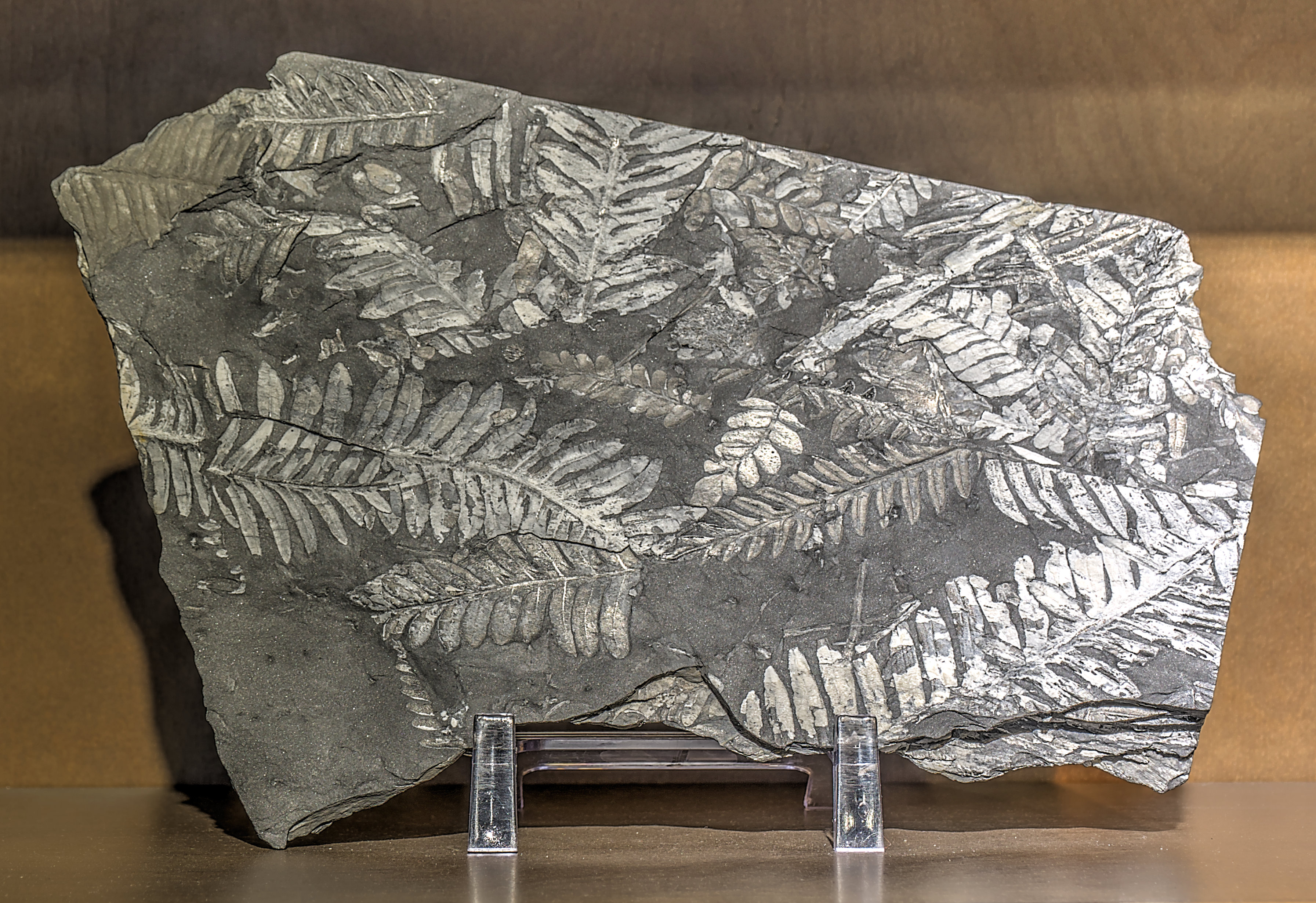
Скам'яніла папороть
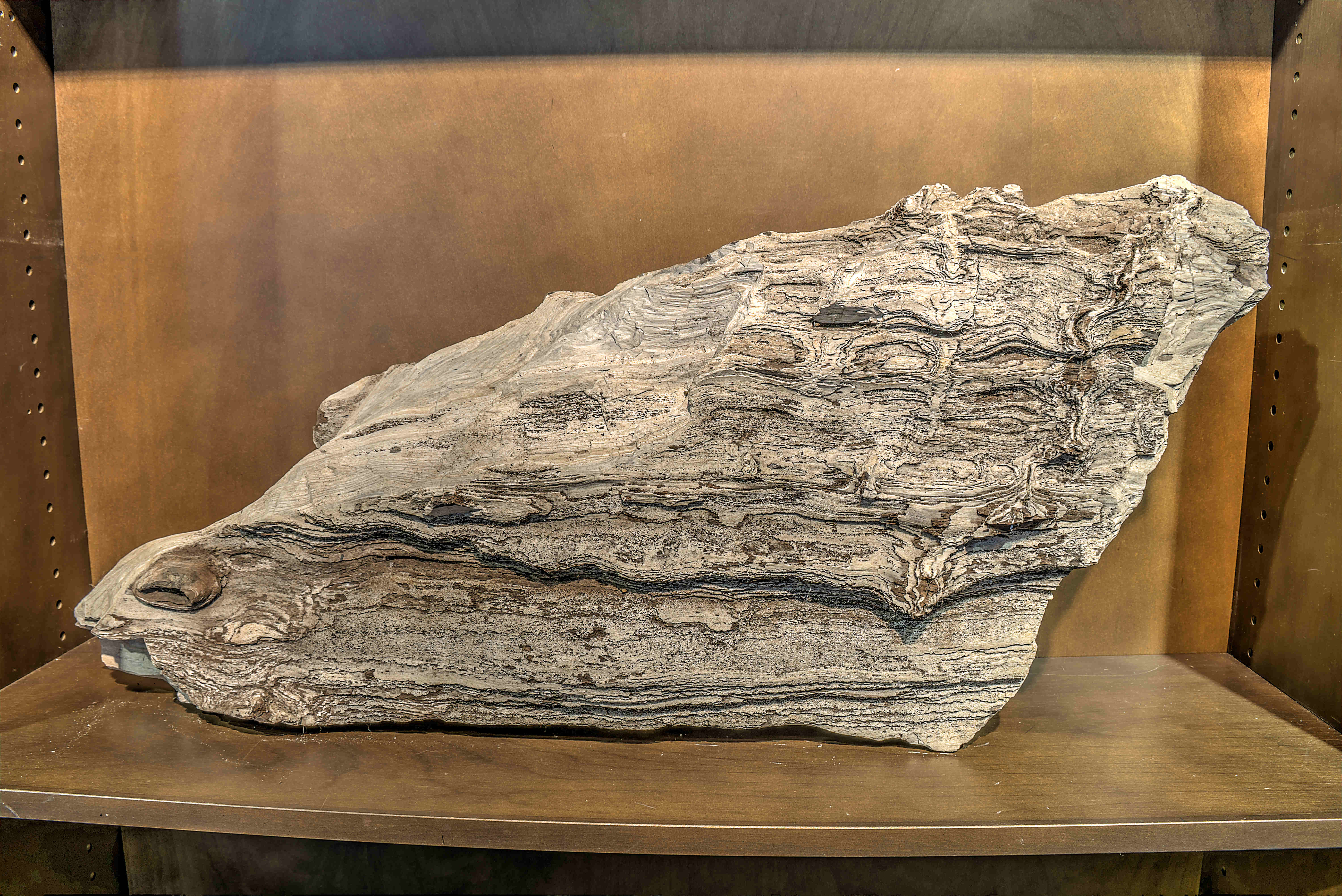
Скам'яніле дерево
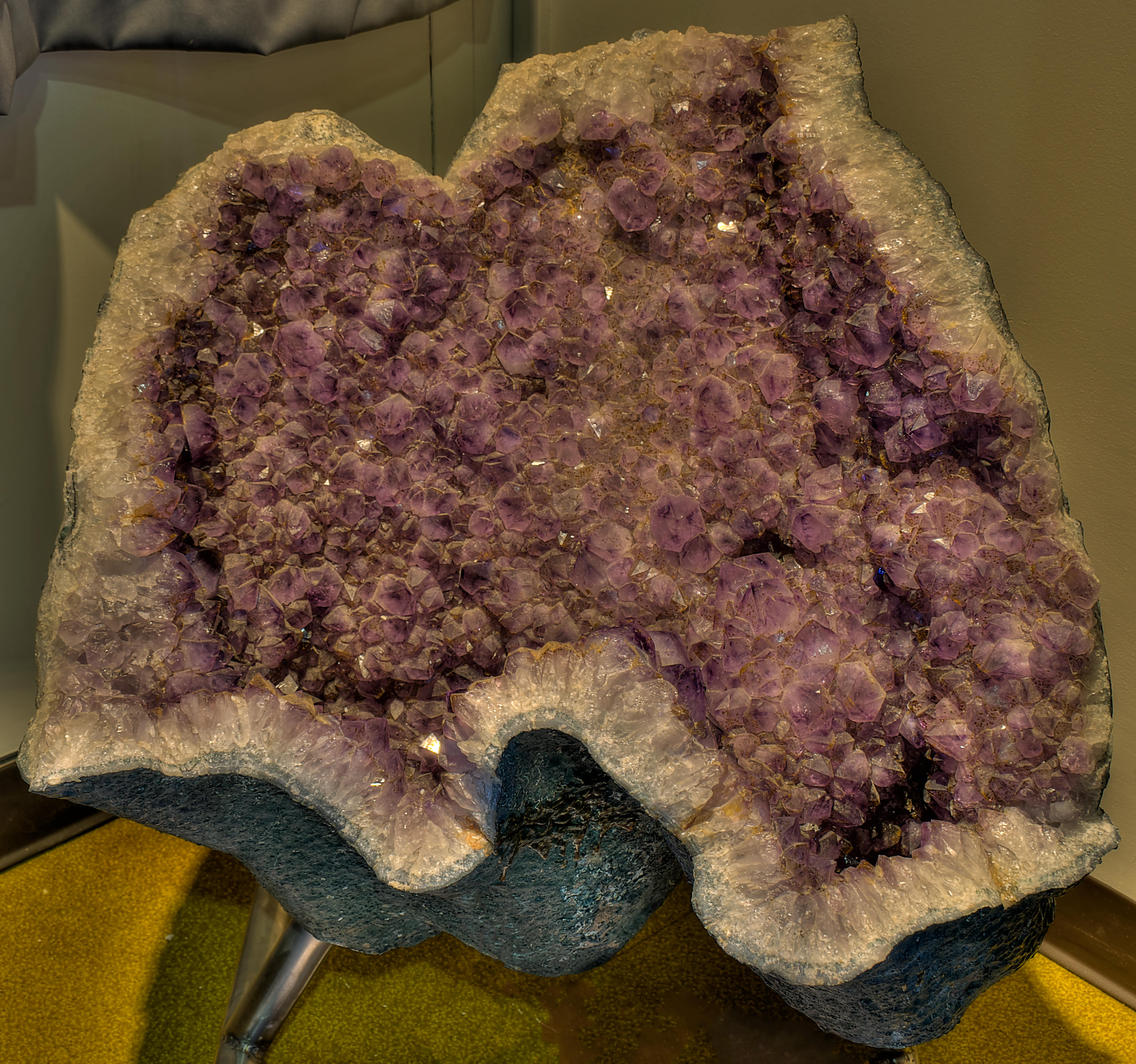
Бразильський аметист
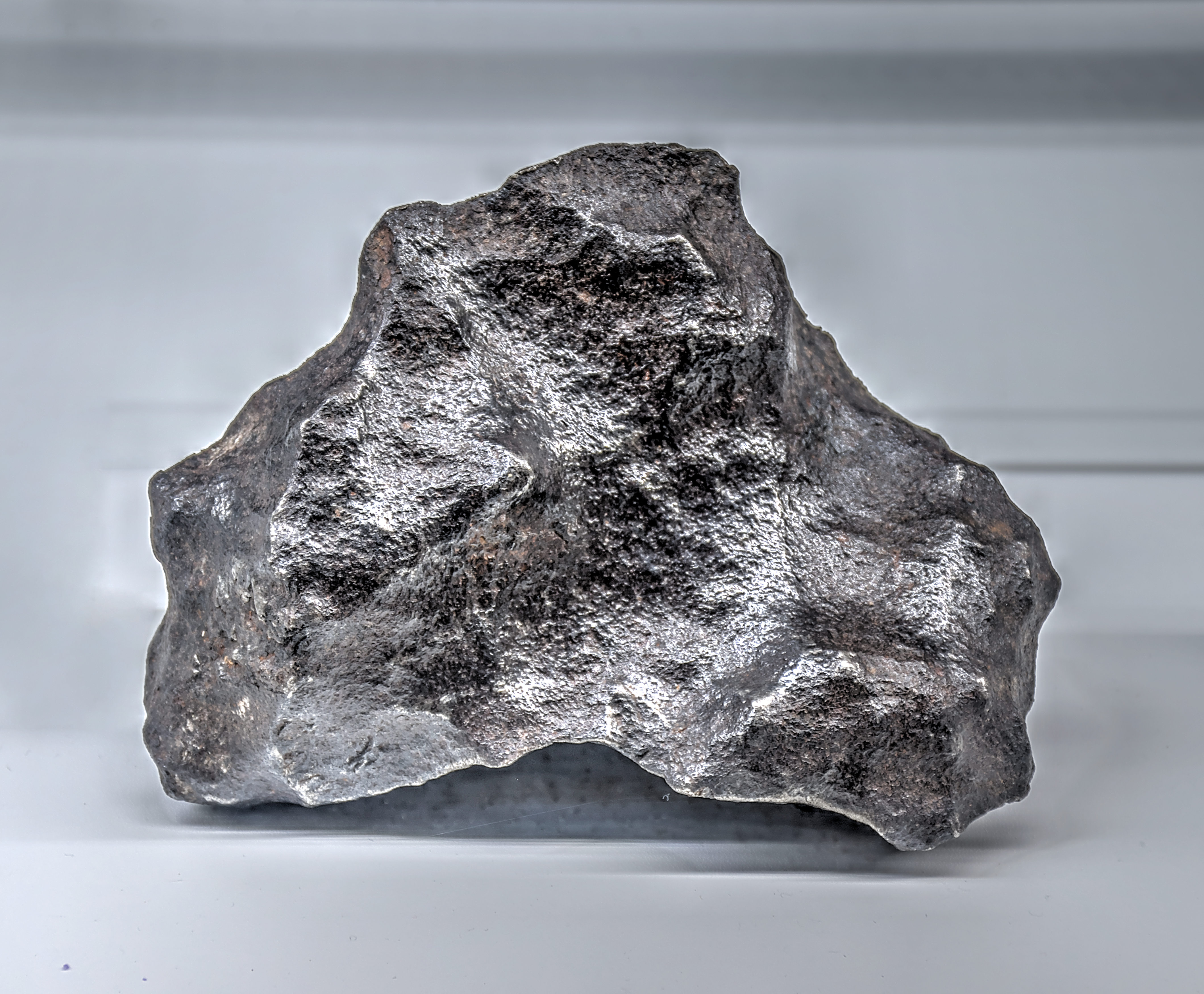
Толукський метеорит
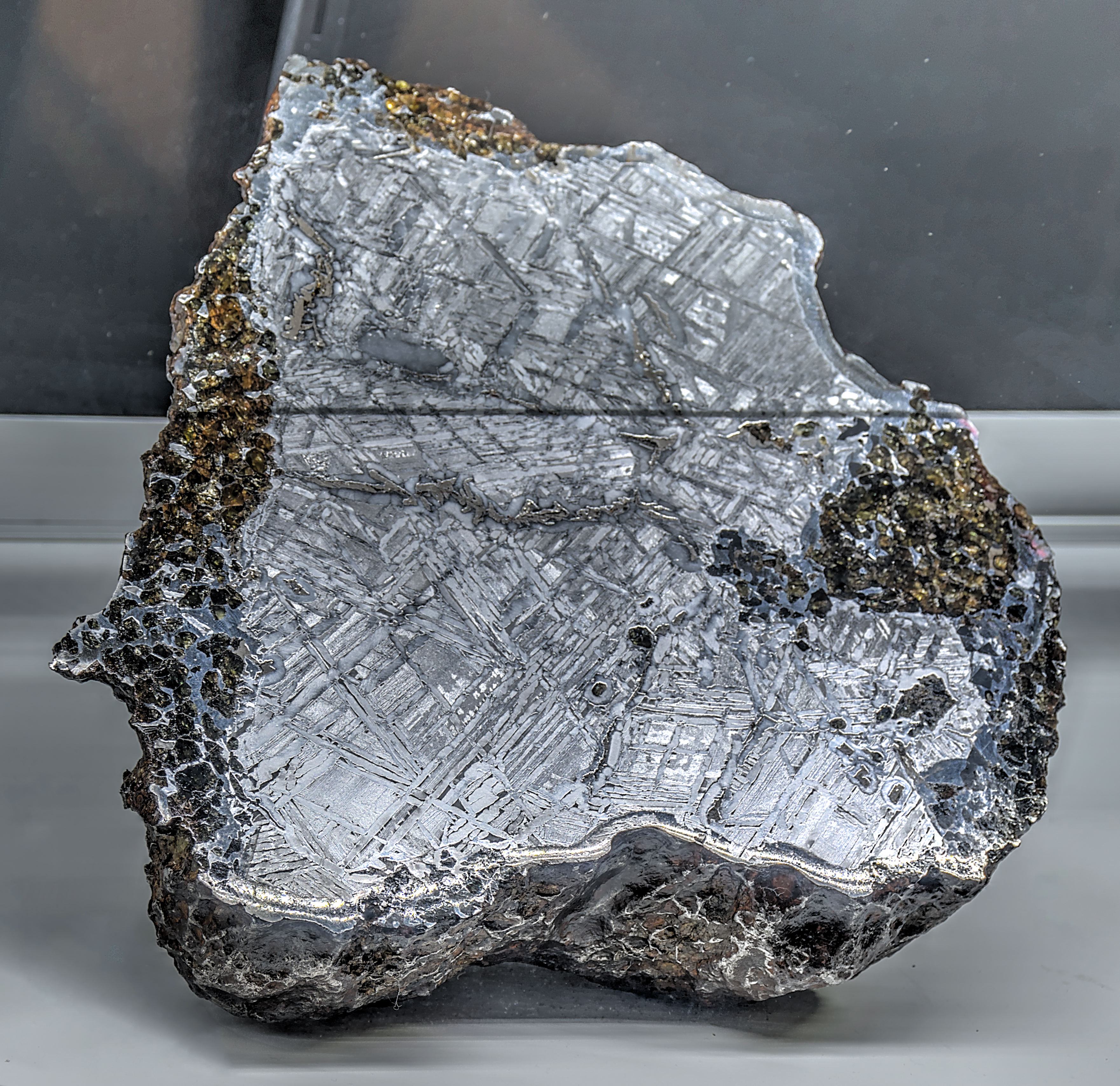
Сеймчанський метеорит
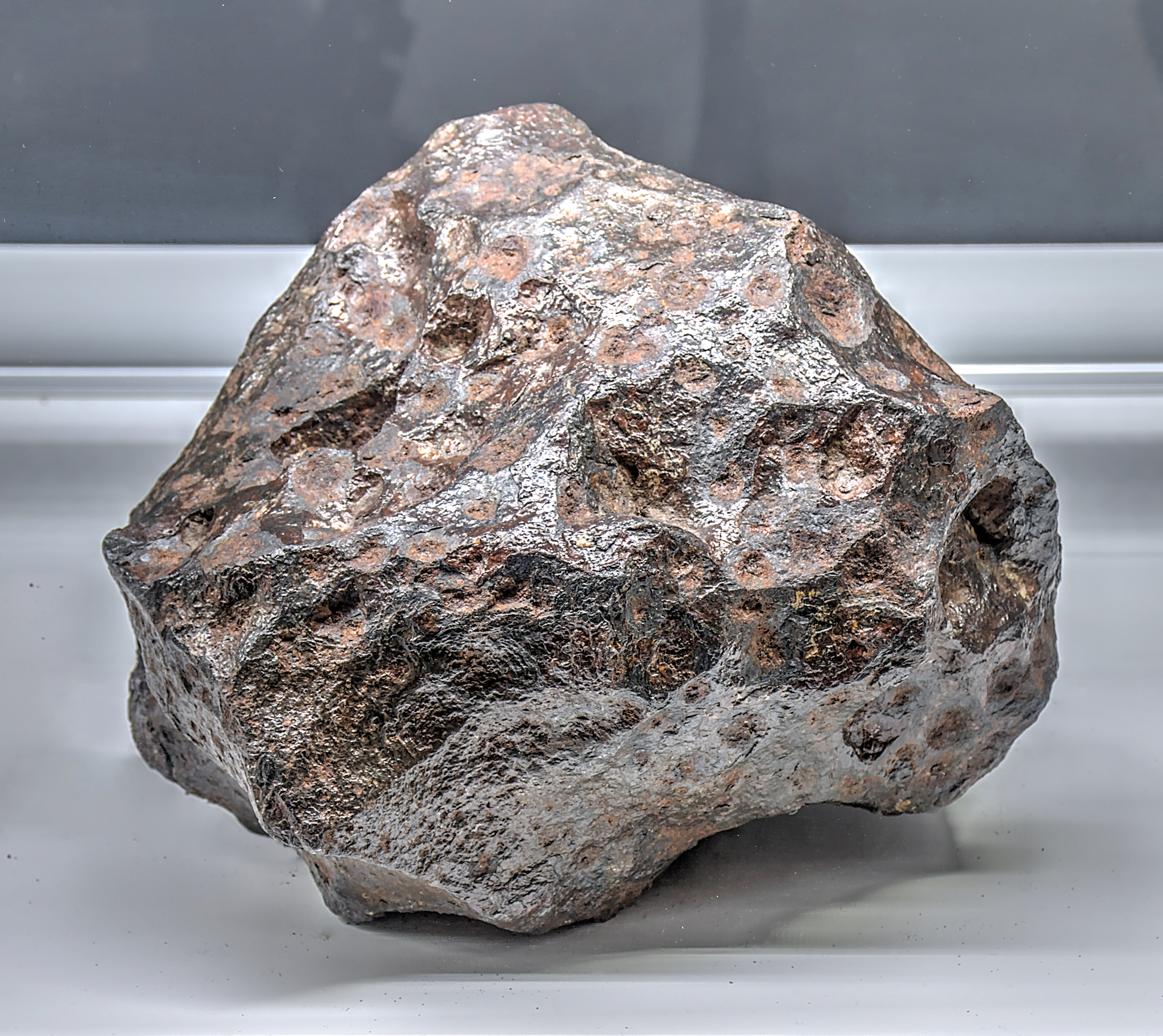
Метеорит Каньйон-Діабло
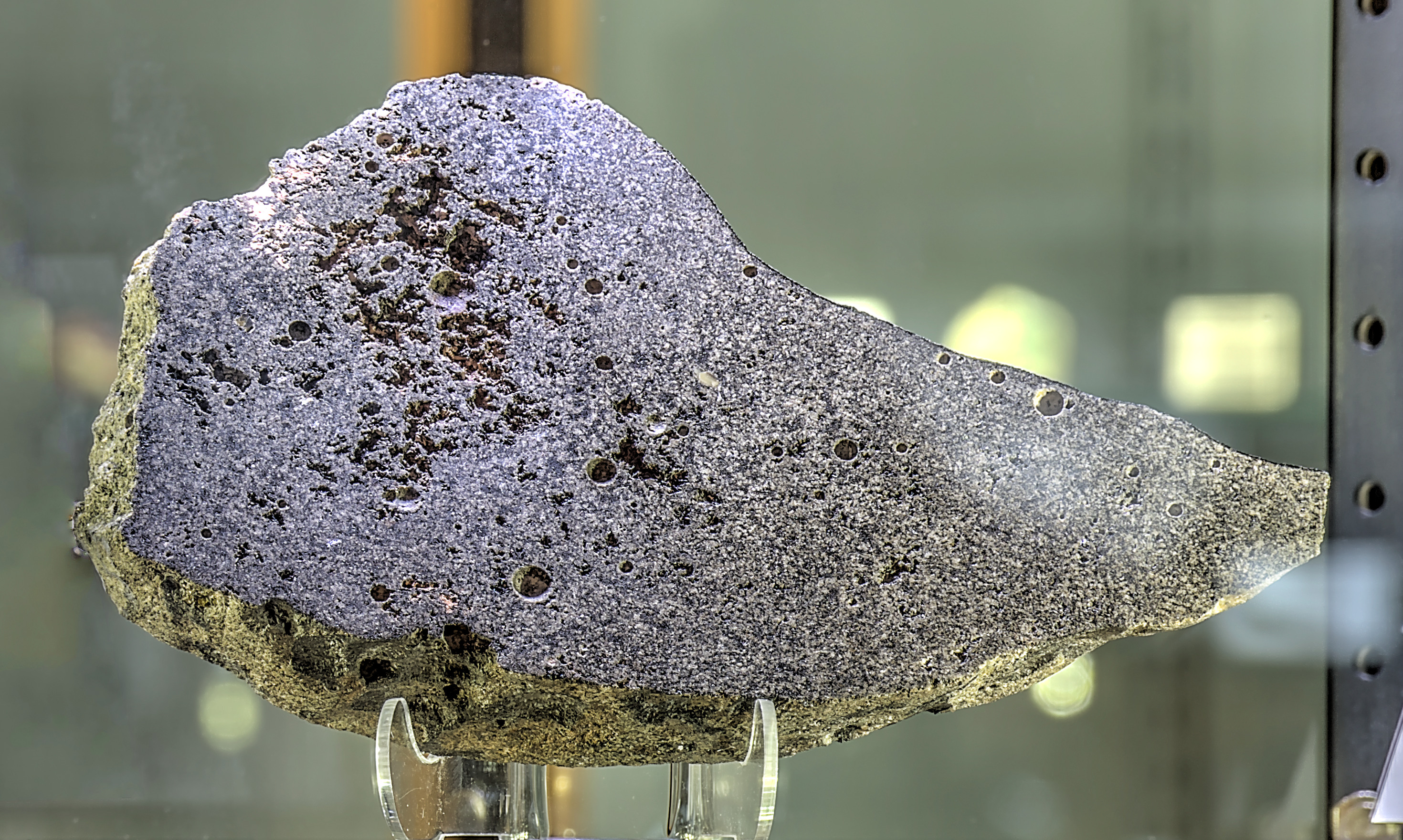
Фрагмент метеорита Д'Орбіньї
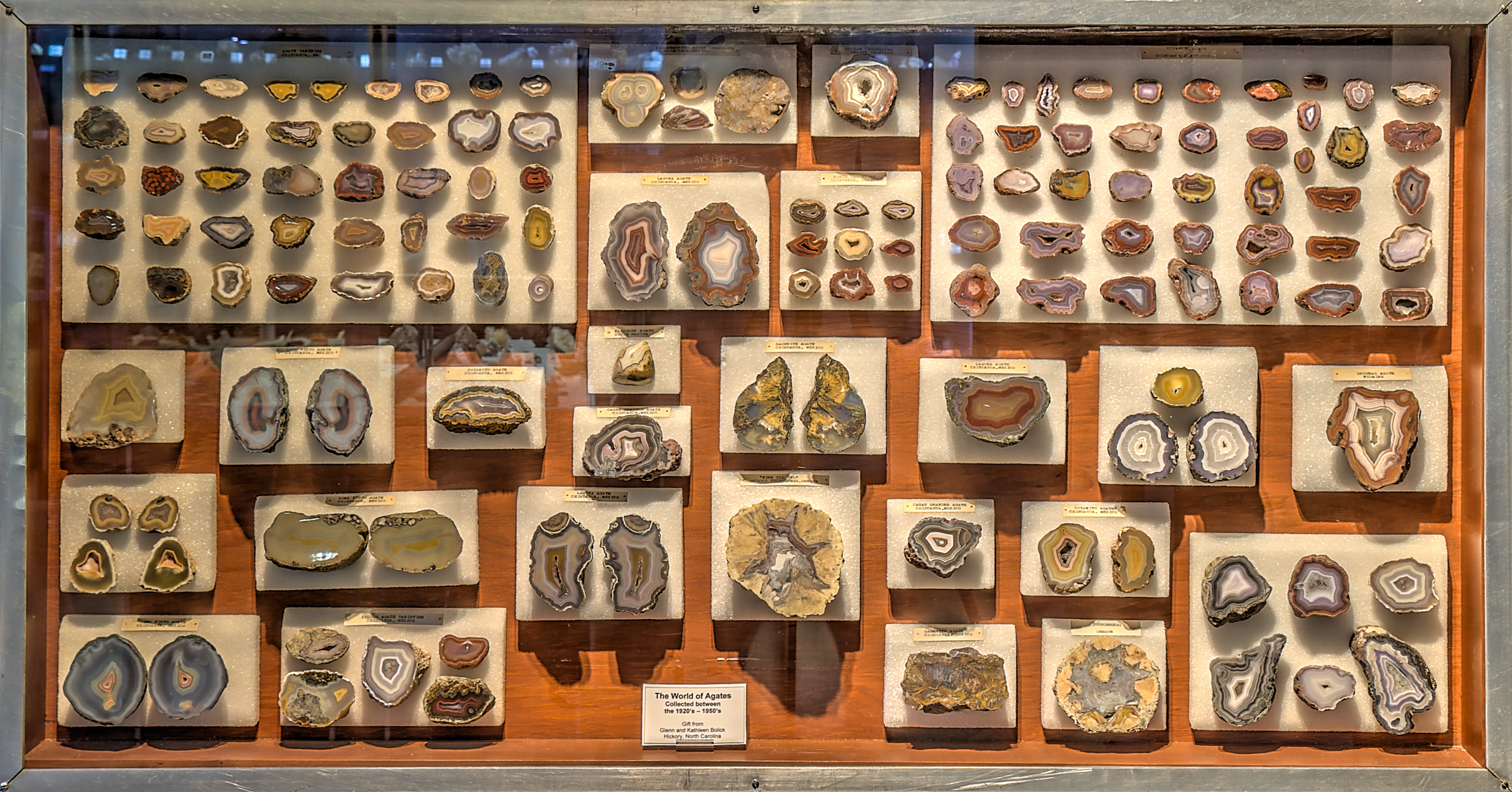
Агати, зібрані в 1920-1950 роках